# Paradiarsia griseonigra
Paradiarsia griseonigra là một loài bướm đêm trong họ Noctuidae.